# 協雄大橋
協雄大橋(きょうゆうおおはし)は、雄物川に架かる道路橋。左岸は秋田県秋田市雄和、右岸は大仙市協和小種。

## 概要
協雄大橋は、1989年に開通した片側1車線の道路橋である。秋田市協和新波秋田県道9号秋田雄和本荘線と大仙市協和小種秋田県道149号土淵杉山田線を結ぶ秋田市道清水木線が通る。

## 構造
- 連続箱桁橋[2]
- 橋長283.5m[2]
- 全幅10.75m[2]

## 隣の橋
福部羅橋-協雄大橋-新波橋